# Усай (лунный кратер)
Кратер Усай (лат. Houssay) — крупный ударный кратер в области северного полюса на обратной стороне Луны. Название присвоено в честь аргентинского физиолога Бернардо Альберто Усая (1887—1971) и утверждено Международным астрономическим союзом 22.01.2009 г.

## Описание кратера
Кратер Усай перекрывает северную оконечность кратера Нансен. Другими Ближайшими соседями кратера являются кратер Бош на севере-северо-востоке и кратер Цай Лунь на юге-юго-востоке. Селенографические координаты центра кратера 83°07′ с. ш. 98°31′ в. д. / 83,11° с. ш. 98,52° в. д., диаметр 31,4 км, глубина 1,9 км.
Кратер Усай имеет полигональную форму и значительно разрушен. Вал сглажен и отмечен множеством кратеров различного размера, юго-восточная часть вала перекрыта короткой цепочкой кратеров. Дно чаши кратера вследствие близости к северному полюсу Луны находится в постоянной тени.

## Сателлитные кратеры
Отсутствуют.